# Bedřich Schnell
Bedřich Schnell (24. srpna 1806 Praha-Malá Strana – 10. května 1897 Podbaba) byl český mecenáš.

## Život
Pocházel z německé rodiny. Vstoupil do služeb pražské policie, kde postoupil až do hodnosti komisaře. V roce 1866, před pruským vpádem, využil nabízené možnosti a odešel do důchodu. Pobýval pak střídavě ve svém pražském bytě v Platýzu na Ferdinandově třídě a ve vile č. 27 v Podbabě. Žil skromně, především z majetku, který předtím zdědil. Četl české časopisy a navzdory svému původu podporoval národní snahy Čechů. Veřejně se ale neangažoval.
21. června 1894 sepsal u notáře Karla Komersa závěť, na jejímž základě měly veškerý majetek zdědit vybrané české vlastenecké spolky. Podle jeho přání měl být obsah dokumentu, o němž věděli ještě dva svědkové, udržován po dobu jeho života v tajnosti.
Schnell zemřel 10. května 1897 v 5:30 ráno ve svém letním bytě v Podbabě na následky chřipky. Tím vstoupila závěť v platnost a s jejím obsahem se prostřednictvím denního tisku seznámila široká veřejnost. Majetek, odhadovaný na 200 tisíc zlatých (neboli cca 400 tisíc rakouských korun), měla získat především Ústřední matice školská (asi 170 tisíc zlatých po zdanění), o zbytek se měly rozdělit Národní jednota severočeská, Národní jednota pošumavská, Slavie, Hlahol a Svatobor. Pro Ústřední matici školskou, spolek pro zřizování českých menšinových škol v německy mluvících regionech, to znamenalo velkou pomoc. V předchozích letech otevřela větší množství škol v českém, moravském i slezském pohraničí a ukazovalo se, že pravidelné příjmy nestačí na úhradu jejich provozních nákladů. Schnellův odkaz ale tyto problémy okamžitě vyřešil.
Ústřední matice školská patřila k známým vlasteneckým organizacím a široké vrstvy uvědomělých Čechů oceňovaly její snahu o zajištění výchovy českých dětí v mateřském jazyce. Jakmile se zpráva o dědictví rozšířila, cítilo mnoho lidí povinnost vyjádřit mecenáši vděčnost — zvlášť proto, že o jeho plánech nikdo předem nevěděl a nemohl mu tudíž poděkovat osobně. Přední časopisy zveřejnily pochvalné články, Jan Vilímek zařadil Schnella do galerie významných českých osobností. Pohřebního průvodu z Podbaby na smíchovský hřbitov na Malvazinkách, konaného 13. května 1897, se účastnili zastupitelé Prahy a Smíchova, zástupci Ústřední matice školské, dalších vlasteneckých spolků i množství občanů.

Hřbitov Malvazinky
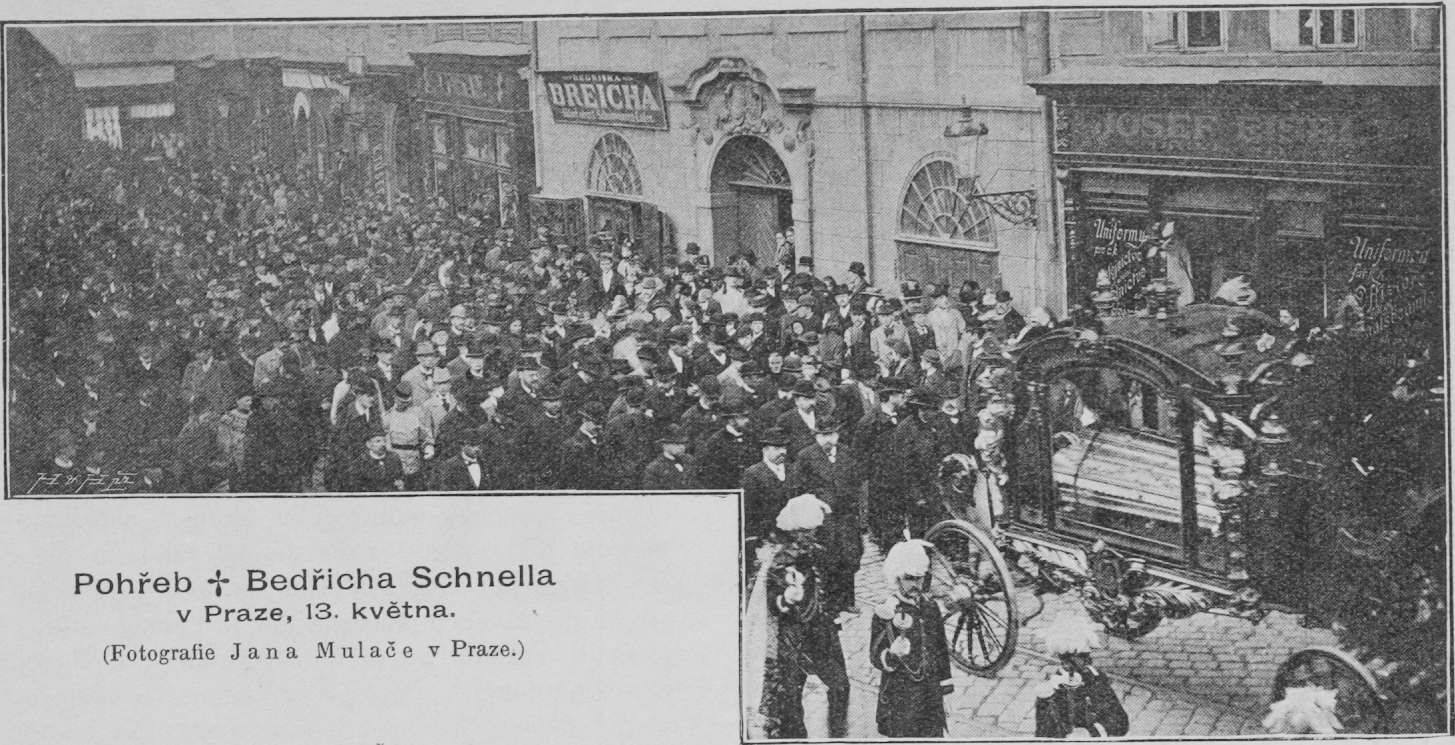
Pohřeb Bedřich Schnella (foto Jan Mulač)
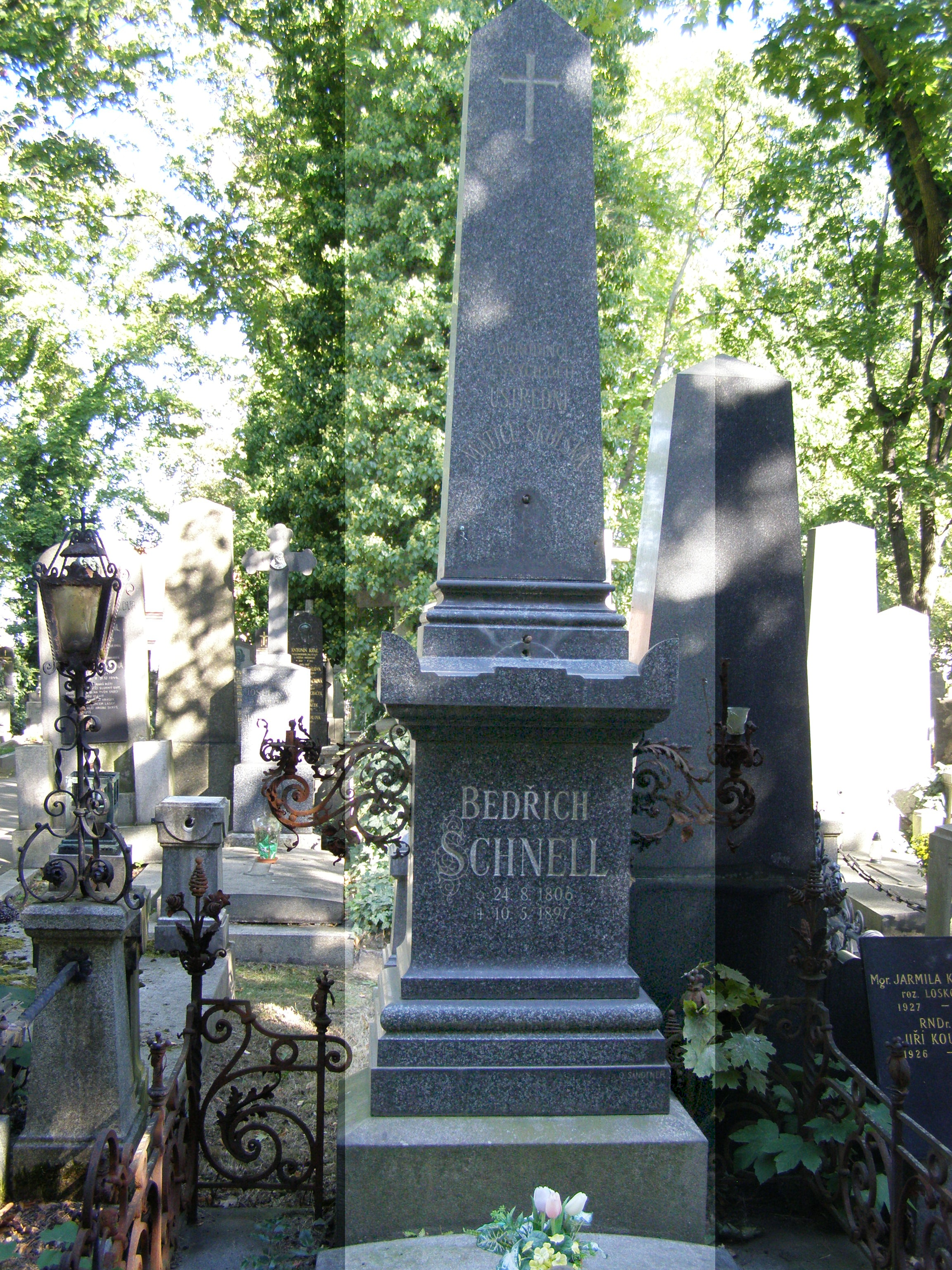
Celkový pohled na hrob
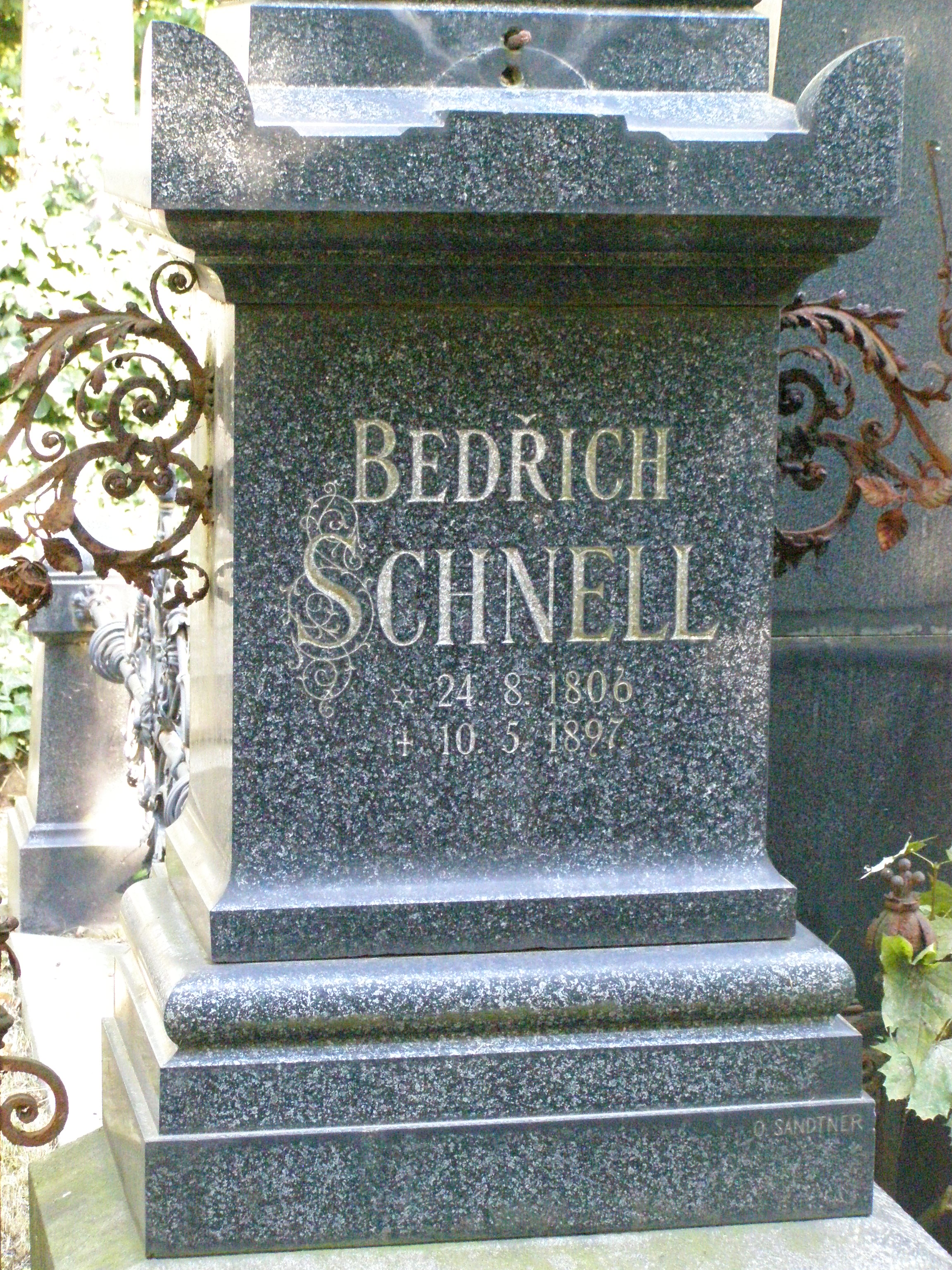
Detailní pohled na náhrobek